# بخش ورون
بخش ورون (به فرانسوی: Arrondissement de Vervins) یک بخش در فرانسه است که در ان واقع شده‌است.